# Neuronale intestinale Dysplasie
Die Neuronale intestinale Dysplasie (NID) ist eine sehr seltene angeborene Störung der Nervenversorgung des Darmes mit dem klinischen Bild einer Chronischen intestinalen Pseudoobstruktion (CIPO). Gestört sind der Plexus submucosus und der Plexus myentericus.
Die Erstbeschreibung stammt aus dem Jahre 1976 durch die britischen Ärzte M. S. Tanner, B. Smith und J. K. Lloyd.
Bereits im Jahre 1971 hatte der schweizerische Pathologe W. A. Meier-Ruge eine Fallbeschreibung auf der 55. Jahrestagung der Deutschen Gesellschaft für Pathologie vorgestellt.

## Verbreitung
Die Häufigkeit der IND B wird mit zwischen 25 % und 65 % der Patienten mit Morbus Hirschsprung, bzw. mit 6 % der Kinder mit einem Morbus Hirschsprung und mit 2,9 % der wegen einer chronischen Obstipation biopsierten Kinder angegeben.
Eine Bevorzugung eines Geschlechtes besteht nicht.
Die Kombination der NID mit dem Morbus Hirschsprung wird auch als HAIND oder HANID bezeichnet.
Es besteht eine Assoziation mit Neurofibromatose Typ 1 und MEN2b sowie mit Hypoganglionosis  des Plexus myentericus oder einer Aganglionose des Rektums.

## Einteilung
Es können folgende Formen unterschieden werden:
- NID Typ A, Hypoplasie oder Aplasie der sympathischen Nervenversorgung des Darmes[11]
- NID Typ B, Störung des parasympathischen Nervensystems[12]

Die (NID) kann als Sonderform des Morbus Hirschsprung angesehen werden, umfasst auch Formen mit normaler Anzahl, aber isolierter Störung der Ganglienzellen, fehlerhafte Synapsen oder postganglionäre Störungen. Nach F. Sitzmann ergibt sich folgende Einteilung:
- Typ A 11 %
- Typ B 64 %
- A-B-Mischtyp
- NID-Aganglionose-Mischtyp

## Klinische Erscheinungen
Klinische Kriterien sind:
- Manifestation oft schon beim Säugling mit Adynamie des Dickdarmes, chronischer Obstipation, Ileus und Megakolon
- mitunter auch erst im Erwachsenenalter auftretend je nach Ausmaß der Veränderungen[15]
- häufig kombiniert mit Aganglionose
- beim Typ A frühzeitige ulzerative Colitis mit Diarrhoe, Blut im Stuhl, Darmkrämpfen[11]

## Diagnose
Die Diagnose erfordert eine Probeentnahme und enzymhistochemische Untersuchung.

## Therapie
Eine konservative Behandlung oder chronischen Obstipation ist meist nicht erfolgreich, so dass operative Maßnahmen erforderlich werden.